# Симонов, Илья Николаевич
Илья́ Никола́евич Си́монов (24 июня 1923, Слободской уезд, Вятская губерния — 14 сентября 2009, Нижний Тагил, Свердловская область) — советский и российский волейбольный тренер. Председатель Нижнетагильского городского комитета по физической культуре и спорту. Судья республиканской категории по волейболу. Почётный гражданин Нижнего Тагила (1995).

## Биография
Родился 24 июня 1923 года в деревне Симоны Слободского уезда Вятской губернии. В 1929 году семья Ильи Николаевича (в семье было семь детей) была репрессирована (раскулачена) и выслана в Пермскую область. В детдоме города Слободской Кировской области окончил среднюю школу. Здесь же начал активно заниматься спортом практически всеми видами. Играл в футбол, хоккей с мячом, волейбол, баскетбол, летом плавал и занимался легкой атлетикой, зимой катался на лыжах.
В 1940 году переехал в город Нижний Тагил. Поступил на работу на железную дорогу и сразу же включился в спортивную жизнь предприятия и города. По футболу и хоккею выступал за команду «Локомотив». Стал членом сильнейшей команды города по волейболу «Дзержинец». До начала Великой Отечественной войны дважды стал чемпионом Центрального совета ДСО «Дзержинец».
В январе 1942 года был призван в ряды Красной Армии. Три месяца проучился в танковой школе.
Участник Великой Отечественной войны с мая 1942 года. Воевал на Воронежском фронте. 7 января 1943 года был тяжело ранен и до января 1944 года находился на излечении в госпитале. С января 1944 — стрелок-радист танка Т-34 2-го танкового батальона 170-й танковой бригады. Воевал на 2-м и 3-м Украинских фронтах. Участвовал в Кировоградской, Корсунь-Шевченковской, Ясско-Кишинёвской, Дебреценской, Будапештской и Венской операциях. Был дважды ранен.
Илью Николаевича часто приглашали в школы и ребята задавали ему вопросы:
Илья Николаевич, а помогло ли Вам занятия физкультурой и спортом в те тяжелые годы? Судите сами, за войну я сменил 12 танков, и большинство из них приходилось покидать горящими. Через верхний люк этого делать нельзя, так как тебя могут сразу убить стрелки противника, поэтому приходилось выбираться через нижний люк. Но если танк попадал в глубокую колею, то расстояние между землей и корпусом танка оставалось очень мало. И здесь приходилось проявлять особую ловкость. Да и ранения я в основном получил в ноги. И еще один пример. Про эту операцию наши военачальники стараются не вспоминать. Это было при взятии Будапешта. Фельдмаршал Гудериан главнокомандующий немецко-фашистскими войсками устроил для советской армии настоящую бойню. Нашим необходимо было взять плацдарм на другом берегу Дуная. Мы три раза форсировали танковым полком, и два раза Гудериан сжигал нашу броневую технику и «вышибал» с плацдарма наш танковый десант. Мне повезло, и я остался жив, но сдаваться в плен или быть расстрелянным мне не хотелось, поэтому приходилось вплавь возвращаться к своим на другой берег, а вода была очень холодная – это было поздней осенью. Как я был благодарен судьбе, что перед войной одним из любимых видов спорта у меня было плавание.
24 июня 1945 года в составе сводной танковой колонны 2-го Украинского фронта Илья Николаевич участвовал в Параде Победы в Москве на Красной площади.
Демобилизовался в звании старшины.
После демобилизации вернулся в Нижний Тагил. Работал заместителем начальника станции Уралвагонзавод, инструктором политотдела. После ликвидации политотделов на транспорте в 1956 году был переведен на работу в городской комитет КПСС инструктором. Здесь отвечал, в том числе, и за работу по развитию физической культуры и спорта.
В 1958 году был назначен председателем Нижнетагильского комитета по физической культуре и спорту, где проработал 13 лет. За время работы председателем горспорткомитета Илья Николаевич показал себя отличным организатором спортивно- массовых мероприятий: эстафет, кроссов, лыжных походов, футбольных, волейбольных, баскетбольных турниров.
В 1958 году был назначен председателем Нижнетагильского городского комитета по физической культуре и спорту, где проработал 13 лет. Организовывал работу комитета, проводил спортивные мероприятия по различным видам спорта: эстафеты, легкоатлетические и лыжные кроссы, лыжные походы, футбольные, волейбольные, баскетбольные турниры. В его бытность сборные команды города успешно выступали в легкоатлетическом кроссе на приз газеты «Правда», в розыгрыше кубков на призы газеты «Известия» в городах: Алма-Ата, Фрунзе, Баку, Тбилиси, Ташкенте и других. Стал организатором в городе Нижний Тагил полуфинальных соревнований розыгрыша Кубка по легкой атлетике на приз газеты «Известия» в 1969 году.
В 1958 году начал заниматься на общественных началах тренерской практикой. Тренировал сборные города по волейболу и продолжал выступать сам.
В середине шестидесятых проходил курсы повышения квалификации как тренер в Алма-Ате, а в начале 1970 годов как председатель городского комитета в Смоленске.
В 1971 году переведён на работу в Нижнетагильский горно-металлургический техникум руководителем физвоспитания, где проработал до ухода на пенсию в 1991 году. Спортсмены техникума под его руководством были всегда в тройке призеров техникумов Министерства черной металлургии, неоднократными победителями спартакиад города и Свердловской области.
Трудовой стаж Ильи Николаевича, вместе с войной, составил 51 год.
После ухода на пенсию продолжительное время занимался спортивной работой. Занимал должности председателя федерации волейбола города и областного совета спортивного общества профсоюзов. 15 лет проработал на общественных началах тренером сборной команды города по волейболу. Свою спортивную карьеру в большом волейболе начала у него Роза Салихова, впоследствии ставшая двукратной чемпионкой Олимпийских игр, заслуженным мастером спорта СССР; Людмила Седышева, Алла Шмелева, заслуженные тренеры России Геннадий Посаженников и Виктор Бордок, заслуженный тренер СССР, тренер женской команды мастеров «Уралочка» и сборной СССР и России Николай Васильевич Карполь.
На протяжении 15 лет с 1990 года являлся главным судьей первенства Свердловской области среди профсоюзов всех возрастов.
Умер 14 сентября 2009 года в городе Нижний Тагил Свердловской области. Похоронен на Центральном кладбище.

## Награды и звания
- орден Отечественной войны I степени (11.03.1985)
- медаль «За отвагу» (02.09.1944)
- медаль «За взятие Будапешта»
- медаль «За взятие Вены»
- другие медали
- Судья республиканской категории по волейболу
- Почётный гражданин Нижнего Тагила (03.08.1995)[4]